# Skalice u České Lípy
Skalice u České Lípy là một làng thuộc huyện Česká Lípa, vùng Liberecký, Cộng hòa Séc.